# 南江州
南江州，中国南朝梁、南朝陈时设置的州。
南朝梁末年、南朝陈初年置南江州，治所在新吴县（原属豫章郡，今江西奉新县西）。辖境相当今江西省奉新县。广州刺史萧勃起兵，南江州刺史余孝顷起兵响应，陈霸先派周文育、侯安都前去讨平，不久之后废除南江州。